# فروشگاه‌های رختشوی‌خانه عمومی

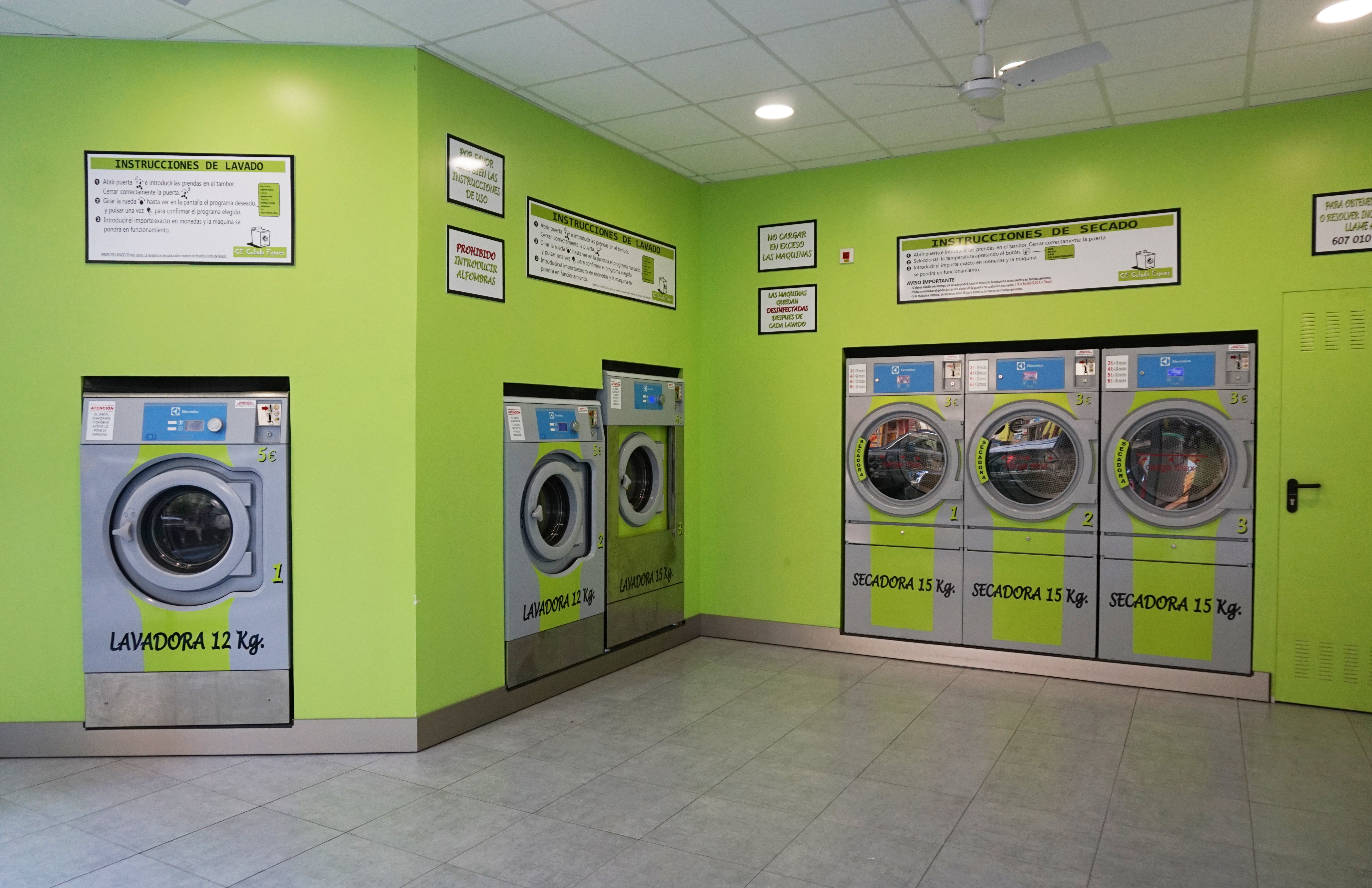

فروشگاه‌های رختشوی‌خانه عمومی یا رختشوی‌خانه‌های صنعتی (انگلیسی: Self-service laundry)، فروشگاه‌های با تعداد زیادی ماشین لباسشویی هستند که هر کس می‌تواند با انداختن سکه در آن‌ها، لباس‌های کثیف خود را بشوید.
در این فروشگاه‌های رخت‌شویی کافی است هر چه رخت چرک دارید دریکی از ماشین‌های لباس‌شویی خالی کنید، شوینده را به آن‌ها اضافه کنید و یک سکه نیز در شیار کوچک کنار آن بیندازید و منتظر شوید تا لباس‌های شسته شده‌تان را تحویل بگیرید.

## دلایل رواج در برخی کشورها
- یکی از دلایل رواج این مراکز، نداشتن توجیه اقتصادی خرید و نگهداری ماشین لباسشویی شخصی برای افراد مجرد و حتی زوج‌های جوان است. از دلایل رواج لباسشویی‌های عمومی در سوئیس و کشورهای اروپایی این است که به دلیل هزینه‌های نگهداری و برق مصرفی این ماشین‌ها، عملاً خرید آن صرفه اقتصادی ندارد و اصولاً داشتن ماشین لباسشویی شخصی در خانه با توجه به هزینه‌های آن مقرون‌به‌صرفه و مرسوم نیست. به‌عنوان‌مثال بسیاری از مردم سوئیس ترجیح می‌دهند بجای تقبل هزینه‌های خرید و نگهداری ماشین لباسشویی شخصی، از این خدمات استفاده کنند.
- یک دلیل منحصربه‌فرد که برای مراجعه به این مغازه‌ها وجود دارد شستشوی آسان و به‌صرفهٔ لحاف‌های بزرگ در آن‌ها می‌باشد. همین باعث می‌شود اغلب مردم دست‌کم سالی ۲ بار به مغازه‌های رخت‌شویی مراجعه کنند.
- همچنین یکی دیگر از دلایلی که می‌توان به آن اشاره نمود، مقرون به صرفه نبودن هزینه تعمیرات ماشین لباسشویی مخصوصاً برندهای معرف مثل الکترولوکس و یا آاگ می‌باشد  که با رختشوی خانه عمومی می‌توان این بخش را نیز مدنظر قرار داد.[۱]